# Besançon Hockey Club
Die Séquanes de Besançon (offizieller Name: Besançon Hockey Club) waren eine französische Eishockeymannschaft in Besançon, die von 1970 bis 2003 existierte.

## Geschichte
Der Club wurde 1970 gegründet. Von 1989 bis 2001 spielte die Mannschaft durchgehend in der drittklassigen Division 2. Erst in der Saison 2000/01 gelang Besançon der Aufstieg als Drittligameister in die zweitklassige Division 1. In dieser belegten sie auf Anhieb den fünften Platz. Sie profitierten von einer Aufstockung der Super16 (heute bekannt als Ligue Magnus) und erreichten den direkten Durchmarsch in die höchste französische Spielklasse. Die größte Überraschung gelang Besançon jedoch in der Coupe de France, dem nationalen Pokalwettbewerb, in dem sie als Zweitligist das Finale erreichten. Dort unterlagen sie jedoch den Dragons de Rouen deutlich mit 1:8. In der Saison 2002/03, ihrer ersten in der höchsten französischen Spielklasse, erreichte die Mannschaft in 14 Hauptrunden-Spielen nur vier Punkte. Aufgrund finanzieller Probleme musste der Verein die Mannschaft jedoch noch vor Austragung der Abstiegsrunde vom laufenden Spielbetrieb zurückziehen. Anschließend ging der Klub in Konkurs und wurde aufgelöst.
Eine Neugründung spielt unter dem Namen Besançon Doubs Hockey Club in der viertklassigen Division 3.

## Erfolge
- Meister der Division 2: 2001
- Aufstieg in die Super 16: 2002
- Finalist Coupe de France: 2002